# Polityka publiczna
Polityka publiczna (ang. public policy) – sfera, czy dziedzina zracjonalizowanych i systemowych działań państwa i społeczeństwa wokół problemów publicznych. Jest to także dyscyplina nauk społecznych (policy sciences, public affairs) w krajach zachodnich, zwłaszcza anglosaskich.
Polityka publiczna jak dyscyplina nauk społecznych wywodzi się ze Stanów Zjednoczonych i anglosaskiej tradycji pragmatyzmu i empiryzmu. Harold Lasswell jest uznawany za twórcę nauki o politykach publicznych jako odrębnej dziedziny wiedzy (policy sciences). Dużą rolę odegrał jego esej Policy Orientation zawarty w publikacji The Policy Sciencies z 1951 roku. Lasswell uznawał tę naukę za stosowaną dziedzinę wiedzy (problem-solving discipline). Według Lasswella cechy tej nauki są takie:
- podejście wielodyscyplinarne (polityki sektorowe można bowiem zrozumieć dostrzegając skalę ich zależności od stanu innych polityk),
- skoncentrowanie na kontekście, w jakim występują dane problemy, które mają stać się przedmiotem analiz i prób ich rozwiązania,
- orientacja normatywna (zakorzenienie w humanistycznych wartościach). Bazuje na spostrzeżeniu, że dana grupa społeczna zaczyna rozwiązywać określone problemy, gdy nakazują jej to wartości, które wyznaje).

W Polsce polityka publiczna jako dyscyplina wiedzy znajduje się w stanie początkowego rozwoju. Na uczelniach wyższych istnieją tylko nieliczne ośrodki analiz polityk. Rzadko są wykładane jako osobny przedmiot. Punktem zwrotnym stało się jednak wpisanie przez ministra nauki i szkolnictwa wyższego nauki o polityce publicznej na oficjalną listę nauk społecznych. Część uczelni podjęła próbę uruchomienia odrębnego kierunku „polityka publiczna”, niektóre wprowadzają do nauczania przedmiot polityka publiczna.
Natomiast termin „polityka publiczna” jako dziedzina działań publicznych nie został w pełni przyjęty do praktyki ich opisu. Niemniej jednak sytuacja zmienia się. Termin jest coraz częściej stosowany w dokumentach publicznych i analizach eksperckich.

## Definicje i cechy polityki publicznej
Termin „polityka publiczna” jest zwykle rozumiany na bazie angielskiego terminu policy. Policy jest terminem oznaczającym działanie w oparciu o przyjęte zasady, reguły, itp. Słownik Chamber’s definiuje policy jako „ciąg działań opartych na deklarowanych i uznanych zasadach”. Podobnie Cambridge Dictionary: „zespół pomysłów lub plan działania w szczególnych sytuacjach, który został oficjalnie uzgodniony”. W kontekście publicznym termin policy oznacza, jak wskazuje W. Parsons, uzasadnienie działania (rationale), manifestację przemyślanego osądu, pole aktywności, wyrażenie generalnego celu i upragniony stan rzeczy, specyficzne propozycje programowe, decyzje rządu, autoryzacja formalna, program, produkt działania, rezultat działania, teoria lub model, proces.
Jedna najstarszych definicji charakteryzuje politykę publiczną jako to, co robi władza publiczna (albo czego nie robi). Wąskie rozumienia polityki publicznej ograniczane są do zasobu przepisów prawa, które istnieje w danym państwie, a szersze do wszelkich działań publicznych, które posiadają pewną strukturę, intencję, czy zamierzone rezultaty, które mają one przynieść Według M. Considine „polityka publiczna jest dyscypliną, która usiłuje dostarczać odpowiedzi na problemy niecierpiące zwłoki”. Z kolei eksperci rządu New Labour zaproponowali definicję polityki publicznej jako „proces poprzez który rząd przekłada swoją polityczną wizję na program i działania, aby zapewnić rezultaty – zamierzone zmiany w realnym świecie.
B. Guy Peters podkreśla, że polityka publiczna to ciąg działań – albo czasami braku działań – które wywierają wpływ na życie obywateli. To zagadnienie, jak, dlaczego i z jakim skutkiem rządy realizują swoje programy. Jego zdaniem polityka publiczna obejmuje pomysły na rozwiązania problemów publicznych, działania publiczne (ich materialne efekty) oraz ich rezultaty.

## Polityka publiczna a polityka (system polityczny, partyjny)
W języku polskim nie ma jednoznacznego terminu na oddanie tego, co w języku angielskim oznacza termin public policy, albo samo słowo policy. Termin ten można rozumieć jako „polityka publiczna”, „program publiczny”, „programowanie publiczne”, „programowe działanie publiczne” itp. Problemem jest to, że termin „polityka publiczna” może rodzić skojarzenia z polityką rozumianą jako rywalizacja między partiami politycznymi (ang. politics). Jakkolwiek polityka publiczna jest silnie osadzona w polityce rozumianej jako rywalizacja partii politycznych. O implementacji takiej czy innej koncepcji danej polityki publicznej przesądzają politycy. Niemniej jednak szereg problemów publicznych uzyskało tak specjalistyczny profil, że politycy muszą polegać na ekspertach posiadających merytoryczną wiedzę.
Historycznie nauka o polityce publicznej (policy sciences) wywodzi się z politologii. Harold Lasswell, który uznawany jest za ojca tej pierwszej, był przedstawicielem politologii, ale jednocześnie inicjował proces wyodrębniania nauki o polityce publicznej. Jego zdaniem nauka o polityce publicznej miała integrować inne nauki, które mogą wnieść własny wkład do zasobu wiedzy o problemach publicznych. Miała generować wiedzę dotyczącą procesu decyzyjnego odnośnie do rozwiązywania problemów i wiedzę przydatna w racjonalizowaniu procesów decyzyjnych w społeczeństwie i porządku obywatelskim.
Jerzy Hausner dokonuje analizy semantycznej, w której wskazuje na cztery znaczenia terminu polityka. Rozumiany jest on jako dyskurs, system polityczny, działania polityczne, a także polityka publiczna. Politykę publiczną traktuje jako płaszczyznę funkcjonalno-techniczną, której istotą jest władza nad zasobami (w domyśle zasobami publicznymi, które muszą podlegać określonej redystrybucji).
Jarosław Górniak i Stanisław Mazur również przeprowadzają pewien podział pojęciowy między polityką (politics) a polityką publiczną. Pierwsze pojęcie oznacza dla nich proces dochodzenia do decyzji. Podmioty polityczne przekuwają idee w postulaty, uzgodnienia i decyzje. Wchodzą w konflikty, ale zawierają także porozumienia czy prowadzą negocjacje. Generalnym celem jest tu utrzymanie władzy. Inaczej jest z polityką publiczną (policy). Dotyczy ona treści przyjmowanych rozwiązań. Przyjmuje „postać aktów normatywnych, strategii, programów i konkretnych przedsięwzięć o charakterze regulacyjnym lub dotyczącym rozdysponowania zasobów (alokacyjnym), wskazujących cele, środki działania, zasoby i terminy”.
| Polityka                                        | Polityka publiczna                             |
| ----------------------------------------------- | ---------------------------------------------- |
| Ideologia                                       | Technologia – technokratyzm                    |
| Konflikt                                        | Konsensus                                      |
| Zachowanie władzy                               | Usługi publiczne                               |
| Rządzenie/dominacja                             | Współpraca                                     |
| Reprezentacja interesów                         | Zaspokojenie potrzeby wiedzy                   |
| Krótkoterminowy horyzont w podejmowaniu decyzji | Długoterminowy horyzont w podejmowaniu decyzji |

## Rodzaje polityk publicznych
Istnieje wiele typów polityk publicznych: sektorowe (np. polityka gospodarcza, zdrowia, edukacji), horyzontalne (np. polityka regionalna, rodzinna, spójności społecznej), strategiczne, redystrybucyjne (gdzie dochodzi do transferów finansowych z jednej grupy społecznej do innej), regulacyjne, administracyjne, zarządcze itp.
W Polsce dużą rolę odgrywa polityka rozwoju, którą można także rozumieć jako politykę strategiczną. Doczekała się sporego zbioru opracowań, szerszego zainteresowania (bardziej w kręgach akademickich). Nastąpiło scharakteryzowanie polityki rozwoju, określenie zasad ich formułowania. Zaczyna się rozwój w kierunku określenia zasad polityki miejskiej, czyli rozwoju terenów miejskich.

## Historia
Polityki publiczne mają długą przeszłość i wypływa z wielu źródeł przeszłości. Polityki publiczne tworzyli najdawniejsi władcy, którzy musieli zasięgać opinii uczonych w szczegółowych sprawach. 21 wieków przed naszą erą w Mezopotamii, w Ur (dzisiejsza południowa część Iraku) powstał jeden z pierwszych zbiorów praw-zasad dotyczący między innymi podziału wody podczas nawadniania (kanały irygacyjne, zalanie cudzego pola) czy procedur postępowania w przypadku oskarżenia o czary. Szerzej jest znany kodeks Hammurabiego, który powstał w Babilonie jako odpowiedź na potrzeby społecznego i ekonomicznego rozwoju miasta.
W starożytnej Grecji powstało wiele traktatów społeczno-ekonomicznych, które można uznać za analizy ówczesnych problemów publicznych (Arystoteles, Platon). Indyjski filozof Ćanakja Kautilja napisał w IV wieku przed naszą erą Arthaśastrę, traktat o zasadach społecznych, zwłaszcza w zakresie teorii wojny i dyplomacji. W jakimś sensie poprzedniczką dyscypliny, jaką dziś są analizy polityk publicznych, jest tradycja filozofii społecznej.
W dawnych wiekach do wyjaśniania zjawisk społecznych i ekonomicznych używano między innymi mistycyzmu, różnorodnych gestów rytualnych. Zdaniem Maxa Webera kluczowe analizy działań publicznych rozwijały się począwszy od XVI wieku w związku z potrzebą zarządzania finansami warstwy książęcej. Rozwijały się także w związku z rosnącym zaawansowaniem technik wojennych, czy też rosnącym zakresem regulacji prawnych. Tymi wymiarami zajmowała się – jak to sformułował – „ekspercka biurokracja”.
Działania publiczne analizowano w sposób coraz bardziej usystematyzowany wraz z rozwojem cywilizacyjnym. Decydujące znaczenia miała urbanizacja. Generowała ona potrzebę poszerzania zakresu dostępnej wiedzy, potrzebnej do zarządzania rosnącą liczbą problemów związanych na przykład z transportem publicznym, edukacją publiczną, gospodarką, zatrudnieniem czy czystością w miejscach publicznych.

## Instrumenty działania w realizacji polityk publicznych
Wdrażając polityki publiczne (różnorodne działania publiczne) państwo i społeczeństwo mają do wyboru szeroką skalę instrumentów i typów interwencji. Zazwyczaj potrzebna jest szeroka gama różnorodnych narzędzi (pakiet narzędzi stosowanych w różnych proporcjach), od informacji i edukacji, przez rozwiązania oparte na mechanizmach rynkowych aż po narzucanie regulacji prawnych i prowadzenie bezpośrednich interwencji. Brytyjscy eksperci zaproponowali taki zestaw narzędzi:
- informowanie, edukacja (obywatelska), doradztwo (obywatelom),
- bezpośrednia interwencja (np. organizacja policji),
- instrumenty ekonomiczne (podatki, granty, subsydia),
- regulacje i innego typu legislacja (odgórne prawo i inne przepisy mające moc prawa),
- rozwiązania oparte na rynku (np. samoregulacja podmiotów działających na rynku).

Działania publiczne rozumiane jako interwencje państwa rozciągają się od „nie robienia nic” (monitorowanie sytuacji) do stosowania silnej ingerencji w istniejący stan rzeczy, czy ingerencji w wolność jednostki. Brytyjscy eksperci zaproponowali „drabinę interwencji”: na najniższym szczeblu państwo powstrzymuje się od działania, a na najwyższym narzuca swoje rozwiązania, czyli eliminuje wybór obywatelowi (np. zakaz palenia w określonych miejscach, zakaz handlowania określonymi towarami). Ale państwo może działać także na rzecz zwiększania skali wyboru, które ma przed sobą obywatel (np. dostęp również do prywatnych placówek zdrowia w ramach ubezpieczenia społecznego). Może także działać, aby nakierowywać obywatela na niedokonywanie określonych wyborów (utrudnienie dostępu do tytoniu), może nakierowywać obywatela na dokonanie określonego wyboru (zwolnienia podatkowe na określone produkty, np. na zakup dostępu do internetu), czy może także nakierowywać obywatela na dokonanie zmiany przyzwyczajeń (np. porzucenie niektórych potraw).

## Polityka publiczna oparta na dowodach (evidence-based policy)
W ostatnich kilku dekadach wielkie znaczenie jest przywiązywane do zasady, zgodnie z którą polityka publiczna powinna być oparta na dowodach. Przyjęcie określonego zestawu działań publicznych powinno zawierać uzasadnienie, dlaczego ma być podjęty taki, a nie inny zastaw działań (argumenty przemawiające za danym działaniem). „Dowód” to specyficzna formy wiedzy, która ma wskazać na możliwe scenariusze zdarzeń w wyniku podjęcia określonych działań, czy na rezultaty wynikające z podejmowanych działań. Dowody dotyczą wielu wymiarów projektowanego działania: jego efektywności, właściwej relacji koszty-korzyści, adekwatności posiadanych zasobów, spodziewanych konsekwencji podjętego działania (w tym niezamierzonych konsekwencji), adekwatności środków do celów, wykonalności politycznej, koherencji w systemie wartości, kontekstu, w którym będzie miało miejsce działanie".
Duże zasługi w promowaniu tego podejścia ma Tony Blair. Podkreślał on, że w jego polityce liczy się tylko to, co działa (what matters is what works). Wskazywał na to, że nieważne, z jakiej ideologii pochodzi projekt danego działania, istotne jest to, czy ono będzie efektywne i skuteczne w sensie rozwiązywania problemów społecznych i ekonomicznych. W Manifeście New Labour z 1997 roku stwierdzono, że decyzje merytoryczne powinny być oparte na silnym dowodzie. „Pierwotny dowód jest informacją. Dobrej jakości tworzenie polityki zależy od wysokiej jakości informacji, pochodzi ona z różnorodnych źródeł: wiedzy ekspertów, istniejących krajowych i międzynarodowych badań, istniejącej statystyki, konsultacji interesariuszy polityk, ewaluacji poprzednich polityk…”.

## Polityki publiczne w Polsce
Polityki publiczne jako dyscyplina naukowa i akademicka są w początkowej fazie rozwoju. Pojawia się coraz więcej refleksji dotyczących sposobu, w jaki polityki publiczne są formułowane (projektowane, czy planowane) oraz wdrażane. Andrzej Zybała twierdzi, że formułowaniu polityk towarzyszy ich wąskie rozumienie jako proces stanowienia prawa. Proces formułowania polityk jest rozumiany jako pre-legislacyjny etap w tworzeniu prawa. Świadczą o tym choćby narzędzia wykorzystywane w implementowaniu (wdrażaniu) polityk. Są to przede wszystkim instrumenty odgórnego prawa. Wykorzystywanych jest nieproporcjonalnie mało innych narzędzi z palety pięciu grup instrumentów, którymi można posługiwać się w realizacji polityk publicznych.
W zachodniej literaturze przedmiotu wskazuje się, że wielu politykach odgórna regulacja jest nieskuteczna, zwłaszcza w tak zwanych miękkich politykach (edukacji czy zdrowia), w których skuteczność działań publicznych wymaga podnoszenia standardów postaw i odpowiedzialności grup zawodowych zaangażowanych w danej polityce (np. prokuratorzy, nauczyciele, sędziowie, lekarze). Za kluczowe uznaje się narzędzia samoregulacji oraz tworzenia bodźców adekwatnych do zamierzonych celów (ekonomicznych, społecznych, prestiżowych itp.). Stwarzają one szanse na uzyskanie poczucia współwłasności reguł istniejących w systemie danej polityki publicznej.